# Pont Marie (stanice metra v Paříži)
Pont Marie je nepřestupní stanice pařížského metra na lince 7 ve 4. obvodu v Paříži. Nachází se na náměstí Place du Bataillon-Français-de-l’ONU-en-Corée.

## Historie
Stanice byla otevřena 16. dubna 1926 při prodloužení linky 7, která sem byla dovedena z dnešní stanice Palais Royal – Musée du Louvre. Odtud linka dále pokračovala 3. června 1930 do stanice Sully – Morland.

## Název
Jméno stanice je odvozeno od názvu blízkého mostu Pont Marie ze 17. století, který byl pojmenován po inženýrovi Christophu Marie. Název stanice je doplněn o Cité des Arts psané menším písmem.

## Zajímavosti v okolí
- Stanice leží na kraji čtvrti Le Marais, kde se nachází mnoho městských paláců
- Hôtel de Sens – gotický palác
- Památník neznámého židovského mučedníka (Mémorial du Martyr Juif Inconnu)